# Cuestiones ambientales en Iquitos

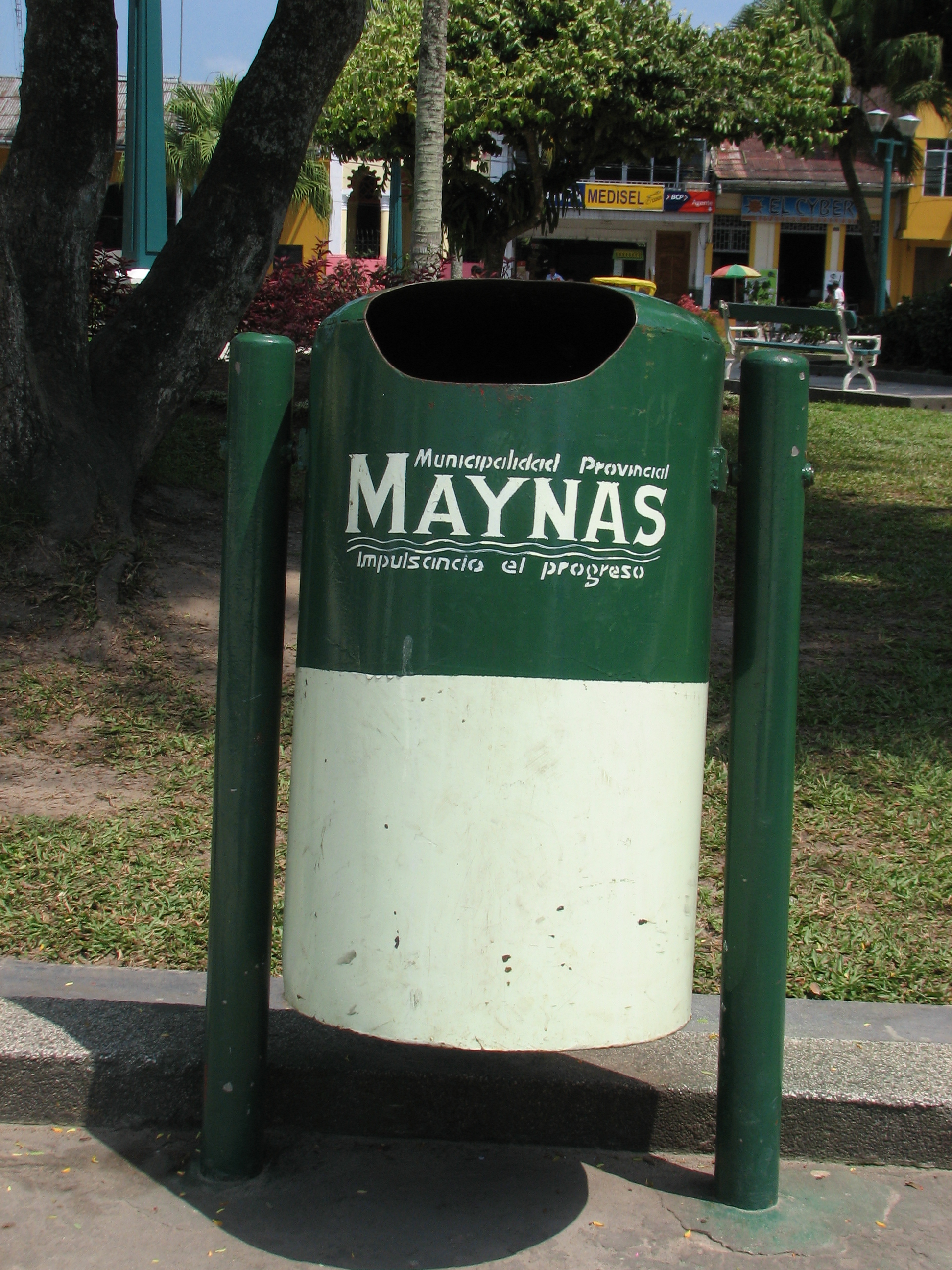
Cubo de basura instalado en la Plaza de Armas de Iquitos por la Municipalidad Provincial de Maynas.

Las cuestiones ambientales en Iquitos están afectadas por el tamaño, la densidad y el frenético transporte urbano de la ciudad, y su ubicación en toda la altiplanicie rodeada por los ríos Nanay, Amazonas, Itaya y el lago Moronacocha.

## Contexto
La gestión ambiental de la ciudad se ha enfrentado siempre con un problema evidente. La acumulación de basura en ciertos puntos de Iquitos, incluso en las orillas de los ríos, ha generado contaminación visual y de suelo en la ciudad. La ética ambiental de la ciudad siempre ha estado notoriamente afectada. El problema ocurre generalmente en los asentamientos humanos informales y mercados como el de Belén. En las zonas céntricas, algunas personas botan basura al suelo sin preocupación aparente a pesar de que existe una ley que lo prohíba. En otros casos menores, parecen ignorar los cubos, que estando cerca a su alcance, botan la basura al suelo de todos modos. En los mercados, la presencia de vertidos ilegales es otro problema.
El gobierno y varias organizaciones ambientales en Iquitos iniciaron la difusión sobre educación ambiental en los ciudadanos y obtuvieron resultados gradualmente provechosos de ligero impacto. Sin embargo, a basura (generalmente como pequeños residuos) aún aparece en varios puntos de la ciudad, debido a la falta de cultura ambiental en la mayoría de los ciudadanos. La construcción de Alcantarillado Integral de Iquitos desde 2010 se sumó a la presencia de basura y montículos de arena, dañando seriamente el ornato urbano en varios puntos de la ciudad. Varios cubos de basura públicos instalados están sufriendo un deterioro por la corrosión.[cita requerida]

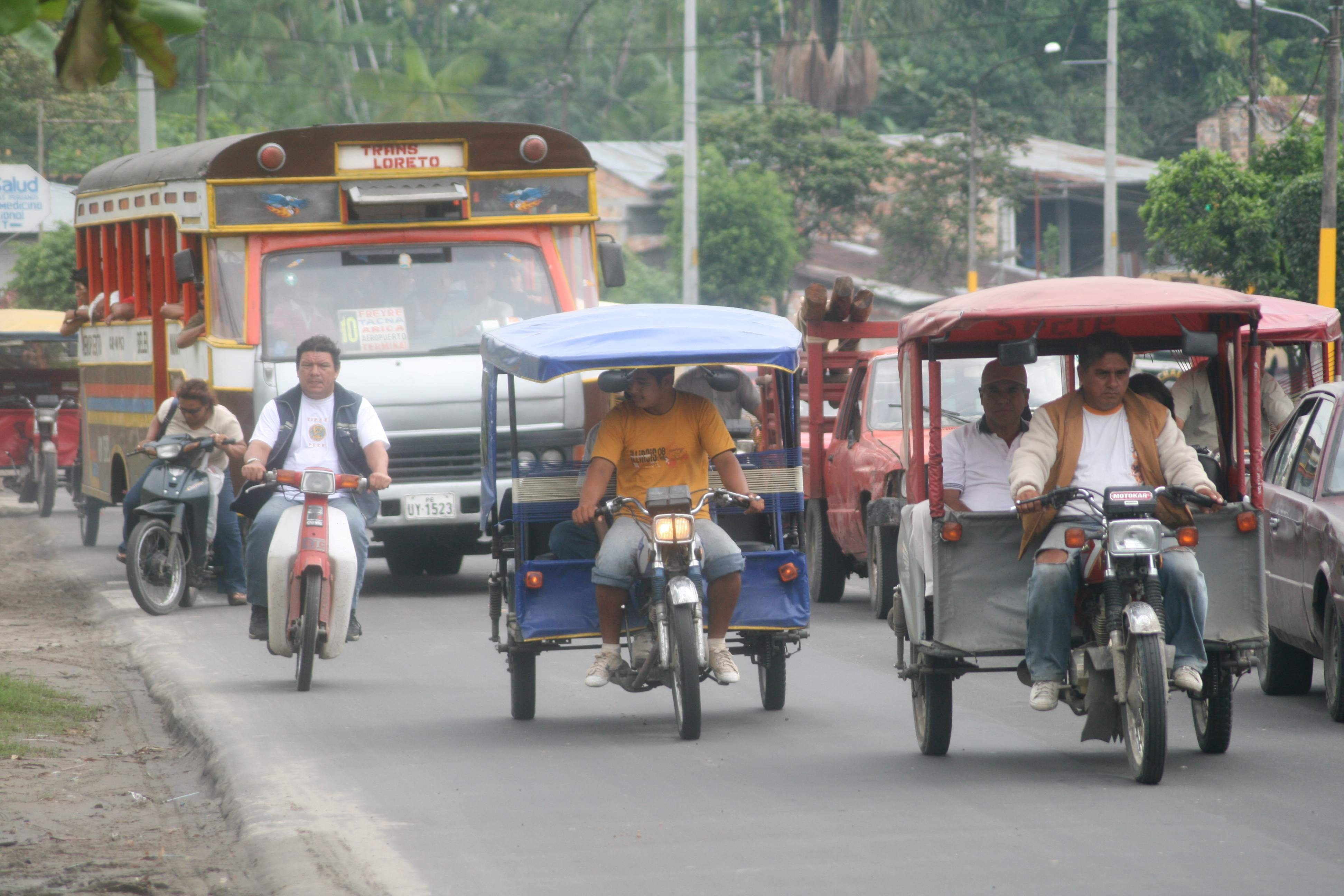
Tráfico vehicular en la avenida Quiñonez de Iquitos. El motocarro es el principal vehículo que causa más ruido en la ciudad.

La contaminación sonora es otro serio problema en Iquitos, convirtiéndola en «la ciudad más ruidosa de Latinoamérica». El motocarro, el transporte ubicuo en la ciudad y muchos careciendo de silenciador, es el principal causante del ruido, y es más notado en las horas puntas. El Grupo Crossland, fabricantes de las vehículos Bajaj y Kawasaki, se proyectó en disminuir el ruido, el cual supera va entre los 60—90dB. Los «15 minutos de silencio» es otro programa que se vino realizando para combatir la contaminación sonora, junto a otros.  El sonómetro también fue pensado a usarse como método de investigación por la Municipalidad Provincial de Maynas. A pesar de eso, la ciudad se autodenomina «la capital ecológica del mundo».
En 2012, la actual alcaldesa Adela Jiménez se encargó en eliminar la basura de las calles y recuperar la estética de la ciudad. La Comisión Municipal Municipal (CAM-Maynas), un organismo local encargado en promover una política ambientalista en Iquitos, impulsó un «Plan de Acción Ambiental». Dentro del organismo, también participan representantes de Petroperú, Electro Oriente, Indecopi, el Colegio de Abogados, Asociación de Armadores de Loreto, Autoridad Local del Agua, Sociedad Peruana de Derechos Ambientales, Dirección de Energía y Minas, Gobierno Regional de Loreto, las municipalidades distritales de Belén, Punchana, San Juan Bautista. El distrito de Punchana también tiene una comisión ambientalista (CAM-Punchana). En puntos específicos de la ciudad, como la Plaza Ramón Castilla, existe cubos de reciclaje, agrupados en tres colores.
La cuenca del río Nanay ha sido punto de gran atención y protección para varios movimientos ambientalistas (notoriamente el Comité de Defensa del Agua) en Iquitos, debido a que esa cuenca hidrográfica es la principal fuente de agua potable de la ciudad. ConocoPhillips tenía como proyecto realizar extracciones de petróleo en los lotes 123 y 129,  ubicada en una zona de alta biodiversidad de la cuenca, pero ante la protestas y la preocupación de una peligrosa contaminación, la empresa se retiró.

## Avances
En diciembre de 2012, la Municipalidad Provincial de Maynas instaló nuevos cubos de basura de color gris reemplazando a los antiguos, específicamente en las principales plazas de la ciudad. El municipio se proyecta a instalar los cubos en toda la ciudad.